# José Luis González Bernal
José Luis González Bernal (Saragossa, Espanya, 30 de març de 1908-La Malmaison, França, 18 de novembre de 1939) va ser un pintor i dibuixant aragonés del surrealisme.
Va fer la seua formació artística a l'Escola d'Arts i Oficis de Saragossa, que va completar des de 1929 a París, on va conèixer el surrealisme. D'ideologia anarquista, en esclatar la Guerra Civil espanyola va tornar a la península per defensar la Segona República Espanyola malgrat la seua fràgil salut, i va morir poc després d'acabar la guerra en l'exili a París.
La seua obra va ser desconeguda a Espanya per motius polítics fins a mitjan anys 1970, quan acabava la dictadura franquista. Llavors es va reconèixer el seu paper destacat en les avantguardes artístiques aragoneses dels anys 1930.